# Innenverteidiger

Positionen der Innenverteidiger im Fußball (4-4-2)

Ein Innenverteidiger ist eine Spielposition in Mannschaftssportarten wie Hockey und Fußball. Die Hauptaufgabe dieses Abwehrspielers ist, gegnerische Tore zu verhindern sowie das Spiel von hinten zu eröffnen. Die Innenverteidiger im Fußball sind meist körperlich relativ robust und groß gewachsen, um sowohl Zweikämpfe am Boden als auch Kopfballduelle gewinnen zu können.
Der Innenverteidiger spielt vorwiegend zentral, also in Tor- beziehungsweise Strafraumnähe, während der Außenverteidiger eher auf den Außenbahnen (Flügeln) agiert.
Bekannte Innenverteidiger waren/sind: Lúcio, Fabio Cannavaro, Thiago Silva, Vincent Kompany, Alessandro Nesta, David Luiz, Carles Puyol, Jérôme Boateng, Mats Hummels, Virgil van Dijk.